# Система вентиляції картера

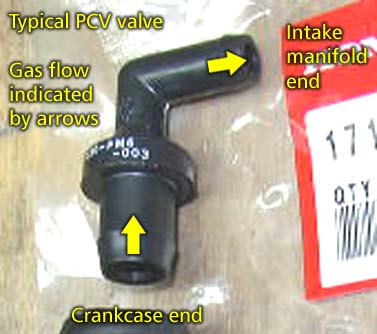
Клапан системи вентиляції картера (PCV-клапан)

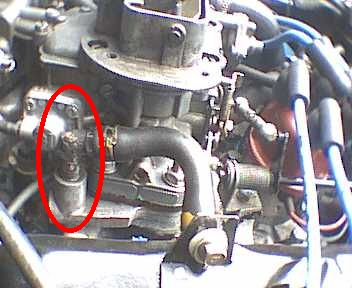
PCV-клапан на двигуні Ford Taunus V4 автомобіля Saab 96

Систе́ма вентиля́ції ка́ртера (англ. crankcase ventilation system) або у сучасному виконанні систе́ма примусо́вої рециркуля́ції ка́ртерних га́зів (англ. positive crankcase ventilation; PCV) — група апаратури, що призначена для видалення картерних газів, які утворюються при роботі двигуна внутрішнього згоряння та мінімізації викидів шкідливих речовин в атмосферу. Систему розглядають або як складову системи мащення, або випускної системи транспортного засобу.

## Загальні положення
У картер поршневого двигуна внутрішнього згоряння через зазори, що є між дзеркалом циліндра і поршневими кільцями, проникають пари бензину та відпрацьовані гази. Пари бензину конденсуються і розріджують моторну оливу, а відпрацьовані гази, що мають у собі пари води і сірчані сполуки, також негативно впливають на якість оливи, зменшують термін її служби та руйнують поверхні металевих деталей двигуна. Ці пари і гази, що називаються «картерними газами» видаляються з картера за допомогою системи його вентиляції. Крім того система вентиляції забезпечує скидання тиску, що створюється відпрацьованими газами у картері двигуна.

## Види систем вентиляції
На початках (до 1950-х років) система вентиляції картера виглядала просто — з картера виводилася трубка, яка випускала гази в атмосферу, при цьому забруднюючи її. Для підвищення продуктивності роботи системи використовувалось розрідження у трубці з косим зрізом, що виникає при русі автомобіля, а надходження свіжого повітря у картер забезпечувалось через сітчастий фільтр кришки маслозаливної горловини (відкрита система з примусовою вентиляцією). Проте з часом норми викидів шкідливих речовин автомобілями стали набагато суворішими, і виробниками з урахуванням цих вимог була розроблена замкнута (закрита) система вентиляції, що отримала назву «система рециркуляції газів картерів» (PCV-система).
На сучасних двигунах переважно застосовується примусова система вентиляції картера закритого типу.

## Будова та принцип роботи системи вентиляції картера
Система вентиляції картера у різних виробників і на різних двигунах може мати різну конструкцію. Разом з тим можна виділити наступні загальні конструктивні елементи даної системи:
- віддільник оливи (масловіддільник);
- клапан вентиляції картера або PCV-клапан;
- повітряні патрубки.

Робота системи вентиляції картера базується на використанні розрідження, що виникає у впускному колекторі двигуна, за допомогою якого гази виводяться з картера. Як джерело потоку повітря використовується тракт впускної системи. Свіжий потік повітря попадає в головку блока циліндрів, далі в картер двигуна, потік проходить до низу двигуна і виводить із собою картерні гази на вторинне перероблення через віддільник оливи та клапан вентиляції картера у впускний колектор, де вони змішуються з повітрям та спалюються в камерах згоряння двигуна.

### Віддільник оливи
Віддільник оливи (масловіддільник) запобігає попаданню пари та крапель оливи в камеру згоряння двигуна, чим зменшує сажоутворення в ній. Розрізняють лабіринтовий та циклічний способи відділення оливи від газів. Сучасні двигуни обладнані масловіддільником комбінованої дії.
В лабіринтовому віддільнику оливи рух картерних газів сповільнюється, за рахунок чого краплі оливи осідають на стінках та стікають у піддон картера двигуна.
Відцентровий масловіддільник здійснює подальше відокремлення оливи від картерних газів з використанням відцентрових сил при обертовому русі. Частинки оливи осідають на стінках віддільника оливи і стікають у піддон.
Для запобігання турбулентності картерних газів після відцентрового віддільника оливи застосовується вихідний заспокоювач лабіринтового типу. У ньому відбувається остаточне відділення оливи від газів.

### Клапан вентиляції картера
Клапан вентиляції картера (англ. positive crankcase ventilation valve; PCV-клапан) служить для регулювання тиску картерних газів що надходять у впускний колектор. При незначному розрідженні клапан відкритий. При значному розрідженні у впускному каналі клапан закривається.
В двигунах з турбонаддування здійснюється дросельне регулювання вентиляції картера.